# 퍼스티언 작전
퍼스티언 작전(Operation Fustian)은 1943년 7월 13일에서 7월 16일까지 카타니아에서 일어난 제2차 세계 대전의 이탈리아 전역의 작전이다.
영국군은 시메토 강(Simeto) 위에 세워진 프리모솔레(Primosole) 다리를 건너 카타니아 평원을 탈환하려고 했지만 추축국 군대가 반격에 나서면서 실패하고 만다.

## 전투 서열

### 연합군
영국 50보병사단
- 69 보병여단
- 151 보병여단
- 168 보병여단

영국 제1공수여단

1대대
2대대
3대대

### 추축군
제1강화엽병사단
- 제3강화엽병연대
- 제4강화엽병연대

제213해안사단
- 제135해안보병연대